# Zvijezde iznad
Zvijezde iznad ili drugi naziv Glumački portret je bila hrvatska televizijska emisija posvećena glumcima koju je uređivao i vodio hrvatski dramaturg i scenarist Ivo Štivičić.

## O emisiji
Emisija je nastala u sklopu emisije Planetarij, a bila je u potpunosti posvećena radu i ostavštini koju su glumci napravili u svojoj glumačkoj profesiji uz inserte serija i filmova prikazane na televiziji tijekom emitiranja emisije.

## Glumački portret

### (1995. / 1996.)
- Fabijan Šovagović (2. emisije)
- Zdravka Krstulović
- Mladen Šerment
- Josip Bobi Marotti
- Martin Sagner
- Ivo Serdar (gostovao glumac Relja Bašić) - 2. emisije
- Franjo Majetić (gostovao redatelj Krešo Golik)
- Vanja Drach
- Zvonko Lepetić (gostovao glumac Boris Dvornik)
- Ana Karić
- Dragan Milivojević (gostovao glumac Damir Mejovšek)
- Vlasta Knezović
- Ivo Gregurević
- Relja Bašić (2. emisije)
- Nada Subotić
- Milka Podrug-Kokotović
- Zlatko Vitez (2. emisije)
- Špiro Guberina
- Iva Marjanović
- Pero Kvrgić
- Ena Begović
- Božidarka Frait
- Boris Dvornik (2. emisije)

## Zanimljivosti
- Neki su glumci u emisiji gostavali i po dva-tri puta poput Borisa Dvornika, Relje Bašić, Fabijana Šovagovića te Zlatka Viteza.
- Glumac Damir Mejovšek je gostovao u emisiji posvećenom pok. glumcu Draganu Milivojeviću dok se o njemu kao glumcu emisija nikada nije napravila/posvetila.

## Kontroverze
Neke od emisija koje su snimljene s Edom Peročevićem, Nevom Rošić, Vjenceslavom Kapuralom, Božidarom Alićem i Ivo Ficijem nisu nikada bile montirane, a na kraju niti emitirane na televiziji zbog naglog i iznenadnog odlaska Ive Štivičića s HRT-a.

## Vanjske poveznice
- Zvijezde iznad (kanal) na YouTubeu